# Krysty Wilson-Cairns
Krysty Wilson-Cairns (Glasgow, 26 de mayo de 1987) es una guionista británica. Nacida y criada en Glasgow, Escocia, asistió a la Escuela Craigholme y luego estudió en el Conservatorio Real de Escocia y en la Escuela Nacional de Cine y Televisión. Durante su adolescencia, realizó mandados en series de televisión, incluida la serie de detectives Taggart. Su guion de suspenso y ciencia ficción no producido Aether llegó a la Black List, una encuesta anual de los guiones cinematográficos favoritos aún no producidos, en 2014 y la llevó a un papel de guionista en la serie de televisión Penny Dreadful. Su debut cinematográfico fue el guion de la película bélica de 2019 1917 dirigida por Sam Mendes. Ella lo coescribió con Mendes y recibió nominaciones para el Óscar al mejor guion original y el Premio del Sindicato de Guionistas de Estados Unidos al mejor guion original.

## Primeros años
Wilson-Cairns nació en mayo de 1987 en Glasgow, Escocia. Ella creció en el área de Shawlands de la ciudad en un hogar monoparental. Wilson-Cairns fue educada en privado en la Escuela Craigholme. Sus abuelos financiaron en parte su lugar en la escuela. A los 15 años, tuvo una experiencia laboral en la serie de detectives escocesa Taggart. La serie había utilizado el taller mecánico en el que trabajaba su padre como set de rodaje y ella afirmó que solía ver la filmación durante sus vacaciones de verano. Ella se convirtió en mandadera en el programa, así como en otras series de televisión, incluyendo Rebus y Lip Service. Wilson-Cairns inicialmente había aspirado a estudiar física y convertirse en ingeniera, pero su experiencia en el set como mandadera fomentó su interés en trabajar en la industria del cine. Estudió cine digital y televisión en el Conservatorio Real de Escocia (CRE), y se graduó en 2009. Su primer trabajo creativo en el CRE fue una historia corta sobre conejillos de Indias asesinos. Ella acredita su ambición de convertirse en guionista al inspirarse en uno de sus profesores en el CRE, el guionista Richard Smith. Luego pasó un año trabajando en la Comedy Unit de la BBC, antes de mudarse a Londres, donde obtuvo una maestría en escritura de guiones de la Escuela Nacional de Cine y Televisión (ENCT) en 2013. Mientras estudiaba en la ENCT, trabajó como camarera en The Toucan, un pub irlandés en Soho. Durante su tiempo de inactividad, desarrolló ideas de guiones.

## Carrera
Wilson-Cairns vendió su primer guion cinematográfico a FilmNation Entertainment en 2014. Fue para el proyecto de suspenso de ciencia ficción Aether, que le proporcionó un gran avance después de llegar a los diez primeros de la Black List, una encuesta anual anónima de los guiones no producidos «más favoritos». El guion fue leído por el guionista John Logan, quien la contrató para trabajar como escritora en su serie de televisión Penny Dreadful en 2015. Ella también contribuyó a su adaptación al cómic. Su primera comisión de escritura fue para una adaptación cinematográfica potencial, dirigida por Tobias Lindholm, del libro de no ficción de Charles Graeber The Good Nurse: A True Story of Medicine, Madness and Murder. El cineasta Sam Mendes quedó impresionado por su tratamiento y sugirió colaborar en un futuro proyecto cinematográfico. Se habían conocido previamente mientras trabajaban en Penny Dreadful, una serie en el que había sido productor ejecutivo. Trabajaron juntos en dos proyectos potenciales. Esto incluyó una adaptación cinematográfica del libro de Gay Talese The Voyeur's Motel. Sin embargo, ambos proyectos fracasaron debido a problemas de licencia. En 2017, fue nombrada en la lista de Forbes, 30 Under 30, en la categoría Hollywood y Entretenimiento.
Wilson-Cairns coescribió el guion de la película de la Primera Guerra Mundial de Mendes 1917 (2019). Fue su debut en el cine. La película sigue a dos jóvenes soldados británicos en una misión para advertir a un compañero del batallón de una emboscada alemana, y es filmada como si fuera hecha en una toma continua. Para ayudar a desarrollar el guion, viajó a los campos de batalla y cementerios de la Primera Guerra Mundial en el norte de Francia con su madre y leyó diarios de primera línea en el Museo Imperial de la Guerra. Por su trabajo en la película, Wilson-Cairns recibió nominaciones al premio Óscar al mejor guion original y al premio del Sindicato de Guionistas de Estados Unidos al mejor guion original. Fue nombrada como una de las «10 guionistas para mirar» por la revista Variety en su lista de 2019.
Su próximo proyecto es la película de horror psicológico de Edgar Wright Last Night in Soho (2020). Ella coescribió el guion con Wright, y tendrá un cameo como barman. Wilson-Cairns también ha sido contratada para adaptar el libro del periodista Evan Ratliff The Mastermind: Drugs. Empire. Murder. Betrayal. sobre el programador convertido en jefe de cártel de drogas Paul Le Roux, para una serie de drama criminal de Amazon Studios.

## Filmografía

### Cine
| Año  | Título             | Notas | Ref(s)                      |
| ---- | ------------------ | --- | --------------------------- |
| 2019 | 1917               | BAFTA a la mejor película británica Nominada - Óscar al mejor guion original Nominada - Sindicato de Guionistas de Estados Unidos al mejor guion original | [ 27 ] [ 28 ] [ 32 ] [ 33 ] |
| 2020 | Last Night in Soho | | [ 34 ]                      |

### Televisión
| Año  | Título         | Notas                                             | Ref(s)       |
| ---- | -------------- | ------------------------------------------------- | ------------ |
| 2016 | Penny Dreadful | Miembro del grupo de guionistas de la temporada 3 | [ 7 ] [ 15 ] |

### Cortometrajes
| Año  | Título            | Notas | Ref(s) |
| ---- | ----------------- | ----- | ------ |
| 2012 | All Men's Dead    | Corto | [ 35 ] |
| 2012 | The End of an Era | Corto | [ 35 ] |
| 2013 | Fink              | Corto | [ 35 ] |